# Палмейра (Парана)
Палмейра (порт. Palmeira) — город и муниципалитет в Бразилии, входит в штат Парана. Составная часть мезорегиона Восточно-центральная часть штата Парана. Входит в экономико-статистический микрорегион Понта-Гроса. Население составляет 32 178 человек на 2006 год. Занимает площадь 1457,261 км². Плотность населения — 22,1 чел./км².

## История
Город основан 7 апреля 1819 года. 

## Статистика
- Валовой внутренний продукт на 2003 год составляет 303 084 449,00 реалов (данные: Бразильский институт географии и статистики).
- Валовой внутренний продукт на душу населения на 2003 год составляет 9601,00 реалов (данные: Бразильский институт географии и статистики).
- Индекс развития человеческого потенциала на 2000 год составляет 0,763 (данные: Программа развития ООН).